# Großer Schwarzsee (Angermünde)
Der Große Schwarzsee ist ein rund 9,5 Hektar großes Gewässer auf der Gemarkung der Stadt Angermünde im Landkreis Uckermark im Land Brandenburg.
Der See liegt südwestlich des Stadtzentrums im Waldgebiet Grumsiner Forst/Redernswalde. Südlich befindet sich der Wohnplatz Sperlingsherberge der Gemeinde Ziethen sowie im Südosten der Ziethener Ortsteil Groß-Ziethen. Westlich liegt der Ortsteil Neugrimnitz der Gemeinde Althüttendorf. Im Norden befindet sich ein weitgehend verlandeter, unbenannter Zufluss, der von Osten her über die Brackenseeposse zufließt. Nach Süden hin befindet sich ein ebenfalls unbenannter Abfluss, der eine Verbindung zum südlich gelegenen Kleinen Schwarzsee herstellt.